# Gnesin, Mikhail Ruvimovich
Mijaíl Ruvímovich Gnesin (14 de febrero de 1927, Moscú - 5 de noviembre de 1989) fue un diseñador soviético de motores cohete, galardonado con el Premio Lenin y el Premio Estatal de la URSS.

## Biografía
En 1949 se graduó en el Instituto de Aviación de Moscú.
Desde 1949 y hasta su muerte, con una interrupción entre 1951 a 1952, trabajó en el OKB-456 (llamado NPO Energomash y dirigido por académico V. P. Glushkó ). Empezó como ingeniero de diseño, en 1952 ascendió a jefe del grupo de diseño, en 1957 líder de diseño  y en 1961 jefe del departamento de motores.
Entre 1951 y 1952, fue jefe de grupo en la oficina de diseño de la empresa N º 186 en Dnipró, la futura Yuzhmash.
A partir de 1957 era el jefe del desarrollo y puesta en marcha de motores cohete de combustible líquido según el esquema sin postcombustión (RD-214, RD-216, RD-218 y otros.). Bajo su dirección se crearon motores de combustible líquido con un sistema de postcombustión. Como el motor RD-253 para el cohete pesado "Protón" y los motores RD-264 y RD-268 para los misiles balísticos intercontinentales R-36M y MR-UR-100.
Fue el jefe de diseño de los motores RD-170 y RD-171 para el conjunto espacial "Energía-Buran" y RD-251 y RD-252 empleados en el ICBM R-36 y en los cohetes de refuerzo "Zenith".
Como participante y supervisor de la creación de motores cohete de propergoles de alto punto de ebullición, investigó la influencia de características de las pruebas de funcionamiento potentes cohetes de propergoles líquidos en la aparición de inestabilidades en las cámaras de combustión.
En 1967 se doctoró en Ciencias Técnicas. Es el autor del manual "Las principales direcciones de desarrollo de los motores de cohetes de combustible líquido y las formas de mejorarlos (utilizando el ejemplo de desarrollos GDL-OKB)" (Moscú, editorial MAI, 1992).
Murió el 5 de noviembre de 1989. Fue enterrado en Moscú en el cementerio Vagánkovo.

## Premios y galardones
Premio Estatal de la URSS en 1967 por la contribución al desarrollo del motor RD-253 para el cohete de carga Proton.
Premio Lenin en 1990, a título póstumo, por su contribución al desarrollo de los motores RD-170 y RD-171 para el sistema de transporte espacial reutilizable "Energiya-Buran" y lanzador "Zenith".
Fue galardonado con la Orden de Lenin en 1961. Y dos Órdenes de la Bandera Roja del Trabajo la primera en 1959 y la otra en 1976.
- Datos: Q22918588